# Olympische Sommerspiele 1924/Leichtathletik – 4 × 400 m (Männer)
Die 4-mal-400-Meter-Staffel der Männer bei den Olympischen Spielen 1924 in Paris wurde am 12. und 13. Juli 1924 im Stade de Colombes ausgetragen. In sieben Staffeln nahmen 28 Athleten teil.
Die Staffel der Vereinigten Staaten wurde in neuer Weltrekordzeit Olympiasieger. Das Team lief in der Besetzung Commodore Cochran, William Stephenson, Oliver MacDonald und Alan Helffrich.

Die Silbermedaille ging an die schwedische Mannschaft mit Artur Svensson, Erik Byléhn, Gustaf Wejnarth und Nils Engdahl.

Bronze errang die Mannschaft Großbritanniens in der Besetzung Edward Toms, George Renwick, Richard Ripley und Guy Butler.
Staffeln aus der Schweiz und Österreich nahmen nicht teil. Deutsche Sportler waren von den Olympischen Spielen weiterhin ausgeschlossen.
Eine Besonderheit bestand darin, dass die Stadionrunde im Stade de Colombes eine Länge von 500 Metern hatte.

## Rekorde

### Bestehende Rekorde

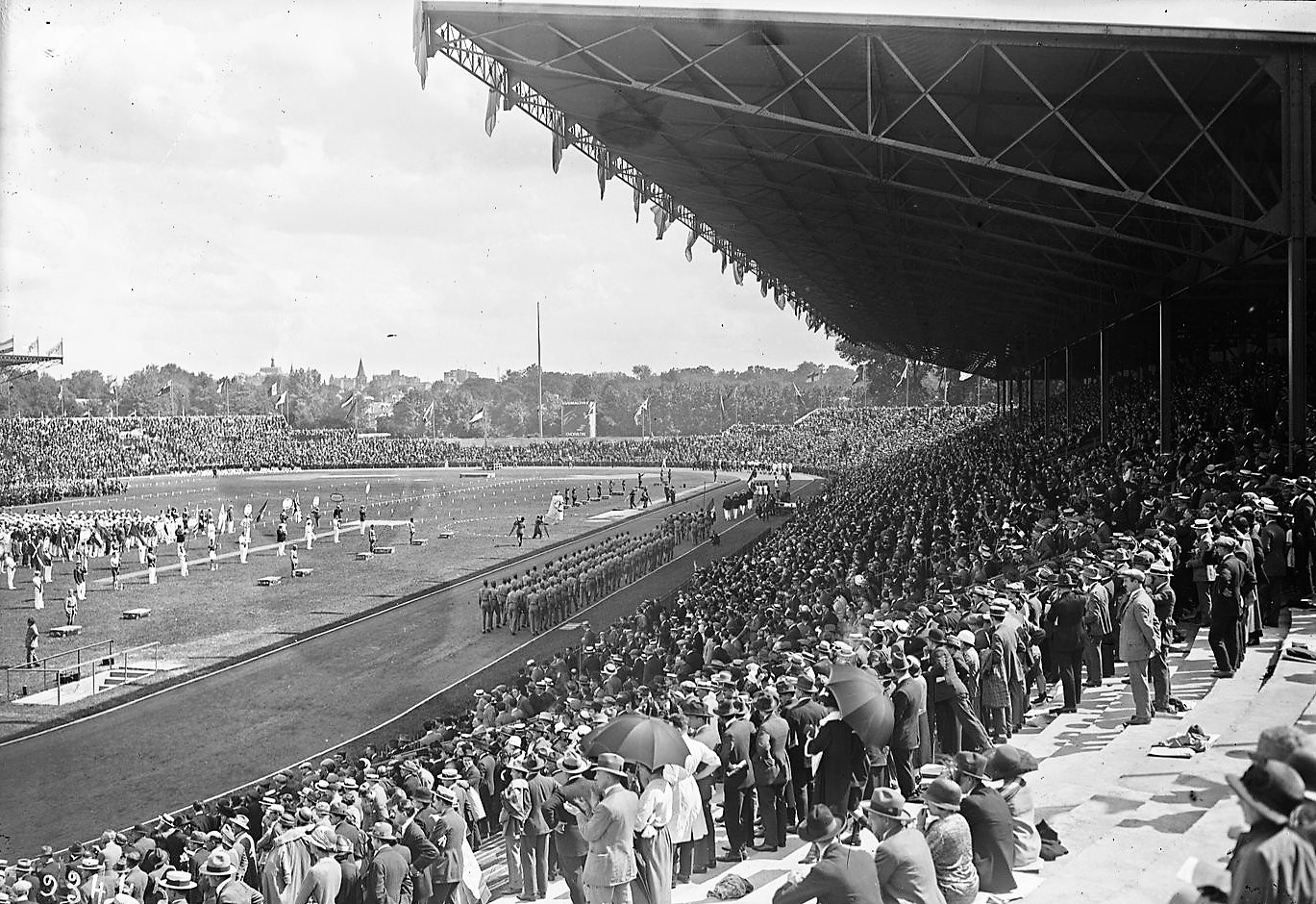
Das Olympiastadion während der Eröffnungszeremonie

| Weltrekord         | USA (Mel Sheppard, Edward Lindberg, Ted Meredith, Charles Reidpath) | 3:16,6 min | OS Stockholm, Schweden | 15. Juli 1912 |
| Olympischer Rekord | USA (Mel Sheppard, Edward Lindberg, Ted Meredith, Charles Reidpath) | 3:16,6 min | OS Stockholm, Schweden | 15. Juli 1912 |

### Rekordverbesserung
Die siegreiche Staffel der Vereinigten Staaten (Commodore Cochran, William Stephenson, Oliver MacDonald, Alan Helffrich) verbesserte den bestehenden olympischen und gleichzeitig Weltrekord im Finale am 13. Juli um sechs Zehntelsekunden auf 3:16,0 min.

## Durchführung des Wettbewerbs
Die Staffeln traten am 12. Juli zu insgesamt drei Vorläufen an. Die jeweils zwei besten Mannschaften – hellblau unterlegt – qualifizierten sich für Finale am nächsten Tag, sodass nur eine Mannschaft ausschied. Dieses Verfahren erscheint allerdings wie beim Qualifikationsmodus in anderen Wettbewerben nicht besonders sinnvoll. In den beiden Vorläufe mit jeweils zwei beteiligten Staffeln war von vornherein klar, dass die Läufer nur ins Ziel kommen mussten, um das Finale zu erreichen – und wenn sie auch noch so langsam waren. Nur im zweiten Vorlauf, dem einzigen mit drei Staffeln, schied die drittplatzierte Mannschaft aus, auch wenn sie schneller war als andere Teams in den weiteren Vorläufen. Genau das trat hier auch ein. Finnland blieb auf der Strecke, die langsameren Staffeln aus Schweden, Kanada und der USA, die sich hatten schonen können, erreichten das Finale.

## Vorläufe
Datum: 12. Juli 1924

### Vorlauf 1
| Platz | Staffel    | Besetzung                                                    | Zeit       | Anmerkung |
| ----- | ---------- | ------------------------------------------------------------ | ---------- | --------- |
| 1     | Frankreich | Raymond Fritz Gaston Féry Francis Galtier Barthélémy Favodon | 3:30,0 min |           |
| 2     | Schweden   | Artur Svensson Erik Byléhn Gustaf Wejnarth Nils Engdahl      | 3:37,5 min |           |

### Vorlauf 2
| Platz | Staffel            | Besetzung                                                        | Zeit       | Anmerkung |
| ----- | ------------------ | ---------------------------------------------------------------- | ---------- | --------- |
| 1     | Großbritannien     | Edward Toms George Renwick Richard Ripley Guy Butler             | 3:22,0 min |           |
| 2     | Königreich Italien | Guido Cominotto Luigi Facelli Alfredo Gargiullo Ennio Maffiolini | 3:30,0 min |           |
| 3     | Finnland           | Erik Åström Hirsch Drisin Eero Lehtonen Erik Wilén               | 3:32,2 min |           |

### Vorlauf 3
| Platz | Staffel | Besetzung                                                           | Zeit       | Anmerkung |
| ----- | ------- | ------------------------------------------------------------------- | ---------- | --------- |
| 1     | USA     | Commodore Cochran William Stevenson Oliver MacDonald Alan Helffrich | 3:27,0 min |           |
| 2     | Kanada  | Horace Aylwin Alan Christie David Johnson William Maynes            | 3:34,5 min |           |

## Finale
| Platz | Staffel            | Besetzung                                                           | Zeit       | Anmerkung |
| ----- | ------------------ | ------------------------------------------------------------------- | ---------- | --------- |
| 1     | USA                | Commodore Cochran William Stevenson Oliver MacDonald Alan Helffrich | 3:16,0 min | WR        |
| 2     | Schweden           | Artur Svensson Erik Byléhn Gustaf Wejnarth Nils Engdahl             | 3:17,0 min |           |
| 3     | Großbritannien     | Edward Toms George Renwick Richard Ripley Guy Butler                | 3:17,4 min |           |
| 4     | Kanada             | Horace Aylwin Alan Christie David Johnson William Maynes            | 3:22,8 min |           |
| 5     | Frankreich         | Raymond Fritz Gaston Féry Francis Galtier Barthélémy Favodon        | 3:23,4 min |           |
| 6     | Königreich Italien | Guido Cominotto Luigi Facelli Alfredo Gargiullo Ennio Maffiolini    | 3:28,0 min |           |

Datum: 13. Juli 1924
Bis zum ersten Wechsel führte Großbritannien, Allerdings mussten die Briten auf ihren 400-Meter-Oympiasieger Eric Liddell verzichten, weil das Rennen an einem Sonntag stattfand und er wie schon über 100 Meter sonntags keine Rennen bestritt. Liddell, der als tiefgläubiger Christ bekannt war, hielt an diesem Tag eine Predigt.
William Stephenson brachte die US-Staffel als zweiter Läufer mit fünf Metern Vorsprung in Führung. Auch Oliver MacDonald und Alan Helffrich setzten das Rennen für die Vereinigten Staaten mit hoher Geschwindigkeit fort. So siegten die US-Amerikaner in neuer Weltrekordzeit. Die Olympiasieger von 1920 aus Großbritannien mussten auch noch die schwedische Mannschaft vorbeiziehen lassen, die damit die erste schwedische Medaille in der 4-mal-400-Meter-Staffel gewinnen konnte.

## Video
- The Olympic Games in Paris, 1924 (1925 Documentary), youtube.com, Bereich: 54:43 min bis 55:48 min, abgerufen am 3. Juni 2021